# Pheidole megacephala
Pheidole megacephala är en myrart som först beskrevs av Fabricius 1793.  Pheidole megacephala ingår i släktet Pheidole och familjen myror.

## Underarter
Arten delas in i följande underarter:
- P. m. costauriensis
- P. m. duplex
- P. m. ilgi
- P. m. impressifrons
- P. m. megacephala
- P. m. melancholica
- P. m. nkomoana
- P. m. rotundata
- P. m. scabrior
- P. m. speculifrons
- P. m. talpa

## Bildgalleri

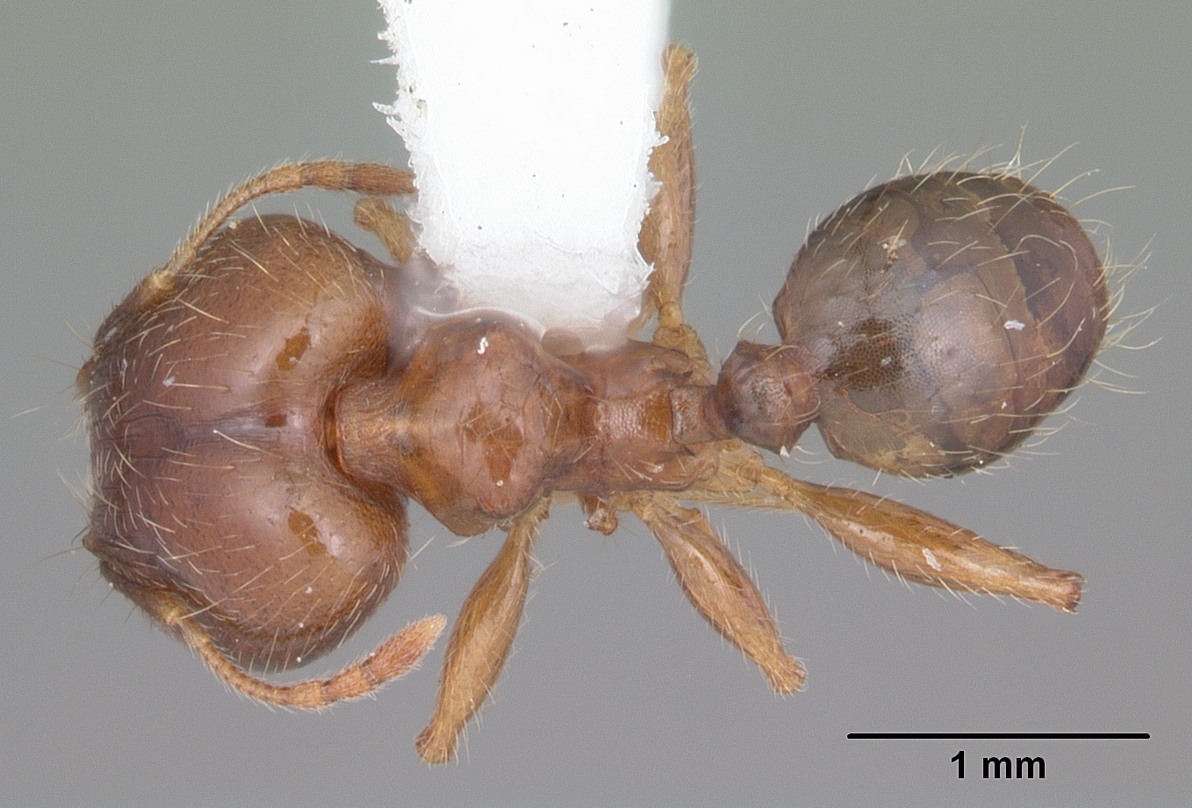
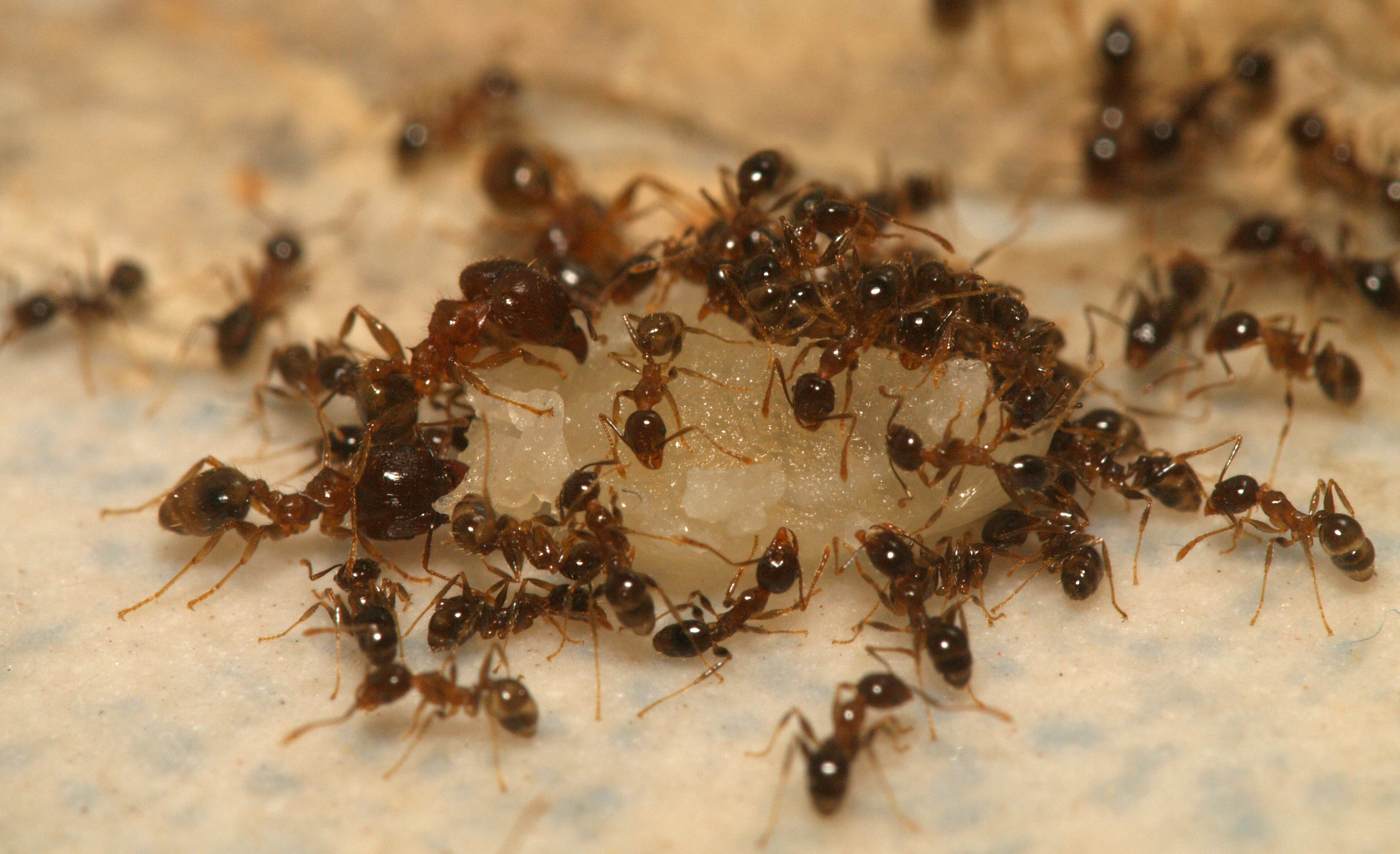
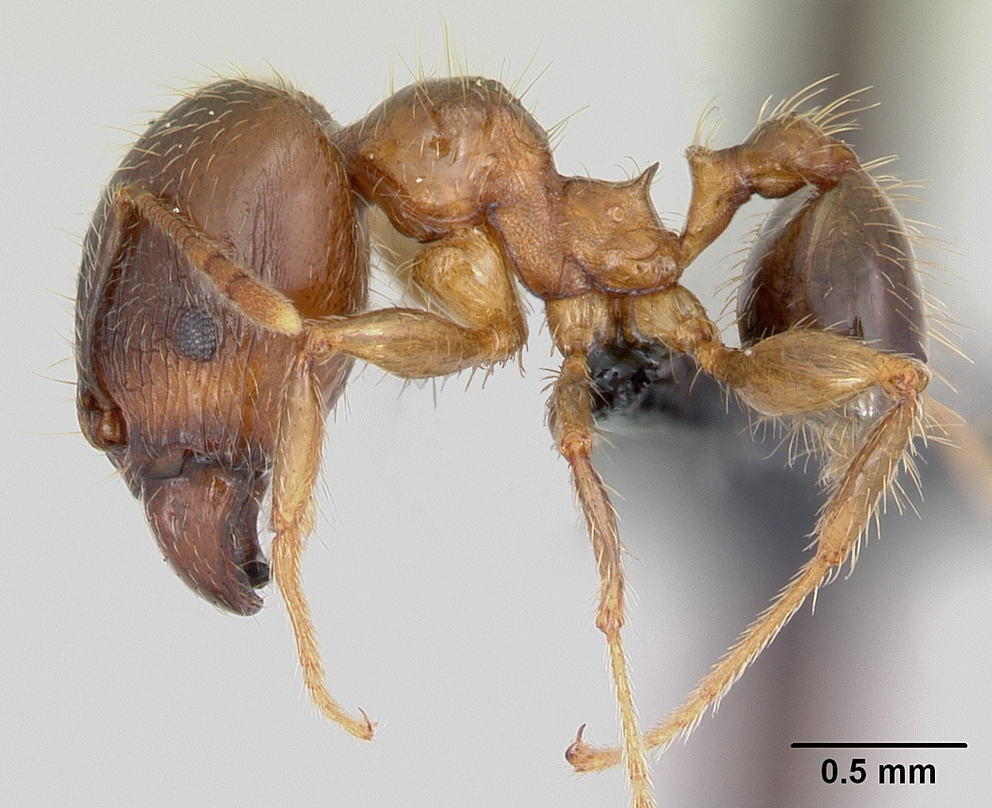